# THE BOOM
THE BOOM（ザ・ブーム）は、日本の4人組ロックバンド。1986年11月結成、2014年解散。

## 概要
「THE BOOM」というバンド名は、「常に流行に左右されず自分たちの音楽を貫いていけるように」という逆説で、ヴォーカルの宮沢和史による命名。
1987年7月26日より、原宿のホコ天でバンド活動を始める。
1988年12月18日、ソニーのオーディションに合格、翌1989年5月21日にシングル『君はTVっ子』とアルバム『A Peacetime Boom』でメジャーデビュー。代表曲は「星のラブレター」（1989年）、「島唄」（1993年）、「風になりたい」（1995年）など多数。結成から解散までの28年間で（途中数回の活動休止はあったものの）1度のメンバーチェンジもなかった。1980年代後期のバンドブームでおびただしい数のバンドがデビューする中、ライブでの跳んだり、踊ったり、ステージから観客席に飛び込むなど、派手なパフォーマンスで人気を博した。
1990年代初頭まではオーソドックスなロック・バンドだったが、1990年9月発表、3枚目のアルバム『JAPANESKA』を転機に、音楽性の幅を広げていく。とりわけ、THE BOOM ＝「島唄」として広く認知されているため、一般には沖縄のイメージが強いが、初期は陽気で軽快なスカ、90年代前半は沖縄、中盤はブラジル、現在は歌謡曲といった変遷をたどり、それ以降はスカ・ロック・フォーク・沖縄民謡の要素を生かしつつ独自の世界を作っており、同時期に複数のジャンルに挑戦している。
自身のライブで前座として、ほるすたいんづという架空のバンドで演奏することがある。メンバーはボーカル（宮沢）がバター、ギター（小林）がカマンベール、ベース（山川）がカルビ・クッパで、ドラム（栃木）が吉野屋ヒレカツ。オリジナル楽曲は「乳牛なんて」など（CD化はされていない）。
1999年にソニー・ミュージックから東芝EMIへレコード会社を移籍。公式ファンクラブは「MOOBMENT CLUB」（MOOBMENTのBは、正しくは左右反転の字）である。BOOMを逆から書いたMOOBとMOVEMENTをかけたもの。2006年より活動を休止していたが、2008年にavex内FIVE D plusへとレコード会社を移籍。2009年よりデビュー20周年を記念して、正式に活動が再開された。2013年、よしもとアール・アンド・シーにレコード会社を移籍。
2014年5月21日にデビュー25周年を迎えたが、同年3月31日、公式ウェブサイトにて、2014年12月いっぱいでの解散を発表、12月17日、日本武道館でのラストライブをもって解散した。

## メンバー
| 名前                            | プロフィール                             | 担当            |
| ------------------------------- | ---------------------------------------- | --------------- |
| 宮沢 和史 （みやざわ かずふみ） | 1966年1月18日（59歳） 日本 山梨県甲府市  | ボーカル ギター |
| 小林 孝至 （こばやし たかし）   | 1965年12月26日（59歳） 日本 山梨県甲府市 | ギター          |
| 山川 浩正 （やまかわ ひろまさ） | 1965年5月11日（60歳） 日本 山梨県甲府市  | ベース          |
| 栃木 孝夫 （とちぎ たかお）     | 1958年7月11日（66歳） 日本 東京都江東区  | ドラム          |

### 主なサポートメンバー（順不同）
- 伊藤直樹（いとう なおき）：パーカッション
- 朝本浩文（あさもと ひろふみ）：キーボード
- 斉藤久美（さいとう くみ）：コーラス
- 坂東次郎（ばんどう じろう）：ギター
- 今福健司（いまふく けんじ）：パーカッション
- 鶴来正基（つるぎ まさき）：キーボード
- 南流石（みなみ さすが）：振り付け&コーラス
- ルイス・パジェ：トランペット
- 上野一郎（うえの いちろう）：ベース
- 町田昌弘（まちだ まさひろ）：ギター
- オーノカズナリ：マニピュレーター&コーラス
- 大城クラウディア（おおしろ くらうでぃあ）：コーラス

## 経歴

### 1986年〜1988年: 結成〜ホコ天時代
1986年11月、現在のメンバーでTHE BOOM結成。
1987年7月26日、原宿のホコ天にてライブ活動開始。
1988年12月18日、SONYレコードのオーディションに合格。

### 1989年〜1992年: デビュー〜1度目の活動休止
1989年5月21日にシングル『君はTVっ子』およびアルバム『A PEACETIME BOOM』の同時発売でメジャーデビューした。9月5日、初の全国ツアー「署名ライブ」を開始。これは全国のレコード店で行った「THE BOOMに来てほしい」という署名をもとに、それが多かった場所に彼らが行き、ライブを行うというもの。12月1日、2ndアルバム『サイレンのおひさま』とシングル「気球に乗って」を同時発売。
1990年1月30日より本格的な全国ツアー「サイレンツアー」スタート。7月26日、ホコ天でライブを始めてからちょうど3年のこの日、初の日本武道館公演「いつものボクたちが、いる。」を開催。武道館の真ん中にセットを作り、メンバーはそこで演奏。その周りを約11,000人のファンが囲んだ。
1991年3月21日にアマチュア時代の楽曲を再アレンジしたミニ・アルバム『D.E.M.O.』発表。
1992年1月22日に4thアルバム『思春期』を発売。後の代表曲「島唄」が収録されたアルバムである。8月8日、大阪での「夏祭り'92」を最後に年内の活動休止。活動再開予定も未定という、グループ始まって以来の事態となった。メンバーは各自ソロ活動。ボーカルの宮沢はシンガポールのミュージシャンであるディック・リーの誘いでミュージカル「ナガランド」に出演し、アジア各国を回った。この経験が翌年のアルバム『FACELESS MAN』の下地となる。9月21日に初のベスト・アルバム『THE BOOM』発売。12月12日にシングル『島唄（ウチナーグチ・ヴァージョン）』を沖縄限定で発売。泡盛のCMでタイアップされたことや大河ドラマなどでの沖縄ブームに乗り、「島唄」の人気に火がつき始める。

### 1993年〜1997年: 活動再開〜2度目の活動休止
1993年2月25日よりツアー「気に入った曲ができたから」をスタートし、本格的な活動復帰。6月21日にシングル『島唄 (オリジナル・ヴァージョン)』を全国発売し、150万枚を超える大ヒットを記録。12月31日、第35回日本レコード大賞に出演、「島唄」で「ベストソング賞」受賞。また、『第44回NHK紅白歌合戦』にも出場し、「島唄」を歌唱。
1995年3月24日に「風になりたい」をシングルカットし、ヒットする。8月26日、沖縄戦終結50周年を迎え、一般公募した歌詞に宮沢が曲をつけてできた「太陽アカラ 波キララ」を那覇市主催のイベント「天に響め さんしん3000」で披露。沖縄限定でシングル化された。
1996年5月にTHE BOOM初の海外公演としてブラジルにて3都市4公演のコンサートを行う。
1997年1月下旬にフランス・カンヌで行われた「国際音楽見本市（ミデム）」に出演。7月10日にスイス・モントルーで開催されたモントルー・ジャズ・フェスティバル」に出演。これを最後にしばらくグループとしての活動休止。各メンバーはソロ活動に入る。

### 1998年〜2003年: ソロ活動〜「島唄」のリバイバル・ヒット
1998年3月5日にボーカルの宮沢が長野パラリンピックの開会式にてテーマソング「旅立ちの時」を歌唱。6月29日、6月末で閉鎖することになった日清パワーステーションで開催された記念ライブ「NISSIN POWER STATION LAST DAYS」2日目にTHE BOOMとして飛び入り出演。「気球に乗って」「島唄」「なし」の3曲を演奏する。11月、THE BOOMとしてのニューアルバム制作のため再集結し、レコーディングを開始。
1999年4月28日にシングル『月に降る雨』を発売し、活動を再開（その後も宮沢和史のソロ活動は続いている）。5月18日に大阪城ホール、5月21日には日本武道館にてデビュー10周年記念ライブ「いつものボクたちが、いる。1999」を開催。
2001年10月5日に自身で立ち上げたレーベルよりシングル『神様の宝石でできた島/島唄』をリリース。
2002年4月頃、アルゼンチンで「島唄」がアルフレッド・カセーロというマルチタレントに日本語のままカヴァーされ、大ヒットしているというニュースが伝えられる。5月22日には「島唄」の復刻版である「島唄 Shima Uta」を前所属のレコード会社ソニーミュージックよりリリース。アルゼンチンでの「島唄」ヒットが日本でも話題となったこと、また2002 FIFAワールドカップでのアルゼンチンの応援歌となったことから、10万枚を売り上げるリバイバル・ヒットとなる。
2003年8月6日に29thシングル『風になりたい (Samba.Novo)』を発売。

### 2004年〜2008年: デビュー15周年〜GANGA ZUMBA
2004年5月5日に大阪城ホール、5月8日に日本武道館にて、デビュー15周年記念ライブ「ありがとう」を開催。
2005年8月3日にこれまで発売した中から選出された12枚のアルバムをデジタル・リマスタリングのボーナストラック付きのCDとして、格安で再発。また、アルバム1枚につき1枚ずつ付いてくる応募券を3枚集めた応募者全員に、メンバーのトークCDが無料でプレゼントされた（現在は締め切っている）。
2006年から2007年はTHE BOOMとしての活動は行われず、メンバーは各自ソロ活動を行い、ボーカルの宮沢は新バンドGANGA ZUMBAを結成。2006年の中学校の英語の教科書に「島唄」が採用された。
デビュー19周年を迎えた2008年5月21日、宮沢の弾き語りライブ「寄り道 2008 森の夢」の原宿クエストホール公演にて、シークレットゲストとしてTHE BOOMのメンバーが登場。メンバー全員がステージ上で揃うのは2年半年ぶりのことであった。その日は「中央線」を演奏。9月15日に横浜赤レンガパークで開催された「10,000 SAMBA! 〜日伯移民100周年記念音楽フェスタ〜」に出演。またこのとき、所属レコード会社がavexに変わったことも宮沢から発表された。12月31日、『第59回NHK紅白歌合戦』の番組中の企画「ブラジル移民100周年」に「宮沢和史 in ガンガ・ズンバ&ザ・ブーム」名義で出演した。

### 2009年〜2014年: デビュー20周年〜25周年（解散）
2009年5月9日に栄ミナミ音楽祭にメインアクトとして出演。宮沢個人として出演予定であったが、アンコールで「THE BOOM」としてメンバーと共に「夢から醒めて」を含む3曲をサプライズ演奏。5月20日に約6年ぶりのシングル『夢から醒めて/All of Everything』と、ベスト・アルバム『89-09 THE BOOM COLLECTION 1989-2009』を同時発売。5月23日に大阪城野外音楽堂、5月30日に日比谷野外大音楽堂にてデビュー20周年記念ライブを開催。7月9日より全国ツアー「THE BOOM 20th Anniversary Live Tour 2009 My Sweet Home」を開催。10月7日に約5年半ぶりのアルバム『四重奏』を発売。
2010年9月29日、コラボ企画三部作と題し、その第一部にあたる「蒼い夕陽」を発売。この曲ではGO!GO!7188のメンバー・ユウと共演した。
2011年3月2日に石川さゆりとコラボしたシングル『暁月夜〜あかつきづくよ〜』を発売。8月27日に山梨県甲府市にて野外でのフリーライブ「平成二十三年 夏まつり よっちゃばれ」を開催し、約3500人の観客が集まった。
2013年3月20日に『島唄 (オリジナル・ヴァージョン)』発売から20年を記念して、新たにレコーディングしたシングル『島唄 (島唄20周年記念シングル)』を発売。
2014年3月31日に年内で解散することを発表。5月21日に新たにレコーディングされた「星のラブレター」をデビュー25周年記念シングルとして発売。9月17日に25周年を記念したアルバム『THE BOOM HISTORY ALBUM 1989-2014〜25 PEACETIME BOOM〜』を発売。9月19日より最後の全国ツアー「25 PEACETIME BOOM」をスタートし、12月17日に日本武道館で開催したラストライブ「THE BOOM FINAL 20141217」を開催を以て解散。

### 解散後
2016年3月31日、公式ウェブサイト、公式Facebookページも閉鎖。
2017年5月24日、J-POPコンピ「エース」7inchプロジェクト第3弾としてシングル『風になりたい』のアナログ・シングル盤発売。

## 作品

### シングル
1. 君はTVっ子（1989年5月21日）
2. 星のラブレター（1989年9月21日）
3. 気球に乗って（1989年12月1日）
4. 釣りに行こう（1990年3月21日）
5. 逆立ちすれば答えがわかる（1990年7月21日）
6. 恐怖の昼休み（1991年5月22日）
7. みちづれ（1991年11月21日）
8. それだけでうれしい（1992年5月2日）
9. 島唄 (ウチナーグチ・ヴァージョン)（1992年12月12日）
10. 月さえも眠る夜（1993年4月21日）
11. 島唄 (オリジナル・ヴァージョン)（1993年6月21日）
12. 真夏の奇蹟（1993年7月21日）
13. 有罪（1993年11月21日）
14. Berangkat-ブランカ-/carnaval-カルナヴァル-（1994年7月1日）
15. 帰ろうかな（1994年10月21日）
16. 風になりたい（1995年3月24日）
17. 手紙（1995年12月13日）
18. 時がたてば（1996年5月22日）
19. 中央線（1996年6月21日）
20. 月に降る雨（1999年4月28日）
21. 大阪でもまれた男（1999年5月12日）
22. 故郷になってください（1999年10月8日）
23. いつもと違う場所で（2000年3月16日）
24. 口笛が吹けない（2000年10月4日）
25. 神様の宝石でできた島/島唄（2001年10月5日）
26. 島唄 Shima Uta（2002年5月22日）
27. この街のどこかに（2002年6月5日）
28. 僕にできるすべて/朱鷺-トキ-（2002年12月4日）
29. 風になりたい (Samba.Novo)（2003年8月6日）
30. 夢から醒めて/All of Everything（2009年5月20日）
31. My Sweet Home（2009年7月22日）
32. 蒼い夕陽（2010年9月29日）
33. 暁月夜〜あかつきづくよ〜（2011年3月2日）
34. 島唄 (島唄20周年記念シングル)（2013年3月20日）
35. 星のラブレター (デビュー25周年記念シングル)（2014年5月21日）

### その他のシングル
- THE BOOM SAKANA BOOKS 1〜5（1992年11月21日）
写真家により撮影された写真と、THE BOOMの2曲入り（既発楽曲）8センチCDがセットになった「CD付写真集」。生産数量限定盤として発売。各シリーズの内容は以下の通り。
  1. あなたを好きでいた時もあるよ
  2. 僕が、そばにいたい
  3. 僕からあなたへ
  4. なぜそんなに悲しい目をするの？
  5. 届けておくれ、私の愛を
- からたち野道/そばにいたい/中央線（1993年10月1日）
Sony Records創立25周年企画盤。3曲ともリミックス・ヴァージョンで収録。
8cmシングルであるが、「CDミニ・アルバム」のマークが記されている。
- 太陽アカラ 波キララ（1995年・現在非売品）
沖縄で1000枚限定として発売されたCD（まれにインターネットオークションに出品されることがある）。シングルは現在非売品だが、アルバム『OKINAWA〜ワタシノシマ〜』に収録。
- 紙飛行機（1999年・2014年）
野音など以前のライブではたびたび演奏されていたがCDには収録されていなかった曲。1999年12月31日に大阪城ホールでの“COUNT DOWN LIVE 1999-2000”にて発売する福袋に封入するCDとして録音された。解散ライブ「THE BOOM FINAL」にてグッズとして復刻盤が発売された。
- 光（2004年5月5日・非売品）
2004年5月5日、THE BOOM デビュー15周年ライブ“ありがとう”大阪城ホール公演の入場者に配布されたプレゼントCD。アルバム『百景』に収録されている。
- 24時間の旅（2004年5月8日・非売品）
2004年5月8日、THE BOOMデビュー15周年ライブ“ありがとう”日本武道館公演の入場者に配布されたプレゼントCD。2004年、J-WAVE春のキャンペーンソング。アルバム『百景』に収録されている。
- THE STORY（2005年・非売品）
2005年再発されたアルバムに封入の応募券を3枚集めた応募者全員に、無料でプレゼントされたトークCD。再発されたアルバムの思い出やエピソードを発売順に語っている。収録時間は60分以上の長尺。

### オリジナル・アルバム
1. A PEACETIME BOOM（1989年5月21日）
2. サイレンのおひさま（1989年12月1日）
3. JAPANESKA（1990年9月21日）
4. 思春期（1992年1月22日）
5. FACELESS MAN（1993年8月21日）
6. 極東サンバ（1994年11月21日）
7. TROPICALISM -0°（1996年7月1日）
8. No Control（1999年5月12日）
9. LOVIBE（2000年10月4日）
10. OKINAWA〜ワタシノシマ〜（2002年6月19日）
11. 百景（2004年6月30日）
12. 四重奏（2009年10月7日）
13. よっちゃばれ（2011年11月23日）
14. 世界でいちばん美しい島（2013年6月19日）

### ミニ・アルバム
1. D.E.M.O.（1991年3月21日）

### ベスト・アルバム
1. THE BOOM（1992年9月21日）
2. THE BOOM 2（1997年1月22日）
3. THE BOOM 2 (BLUE)（1997年3月21日）
4. Singles +（1999年2月27日）
5. STAR BOX EXTRA THE BOOM（2001年12月4日）
6. SHIMA UTA -Grandes Exitos-（2002年9月19日）
7. Singles+α（2003年1月1日）
8. 89-09 THE BOOM COLLECTION 1989-2009（2009年5月20日）

### リミックス・アルバム
1. REMIX MAN（1993年12月12日）
2. REMIX MAN '95（1995年4月21日）

### その他のアルバム
- Samba do Extremo Oriente（1996年2月5日）
1994年に発売されたアルバム『極東サンバ』のブラジル・リリース盤。
- BOOMANIA〜THE BOOM SPECIAL BEST COVERS〜（2009年7月22日）
豪華アーティストがTHE BOOMの楽曲をカヴァーするトリビュート・アルバム。
- THE BOOM HISTORY ALBUM 1989-2014〜25 PEACETIME BOOM〜（2014年9月17日）
デビュー25周年記念アルバム。それまでに発表してきた楽曲の中から厳選された25曲を新録して収録。

※『百景』『OKINAWA〜ワタシノシマ〜』以外のオリジナル・アルバムと『REMIX MAN』+『REMIX MAN'95』、MIYA&YAMIの『LOVE IS DANGEROUS』は2005年にボーナス・トラック収録の上、デジタルリマスターされ再発。

### 映像作品（VHS・DVD）
1. PICK ME UP（1990年6月21日）
2. きのう聞かせた僕の歌（1991年1月1日）
3. いつものボクたちが、いる（1991年7月25日）
4. 13800km出前ツアー'91〜'92（1992年5月21日）
5. '92夏祭りat大阪万博記念公園お祭り広場（1992年12月21日）
6. FILMs（1993年10月21日）
7. "FACELESS MAN" LIVE Vol.1（1994年3月21日）
8. "FACELESS MAN" LIVE Vol.2（1994年3月21日）
9. Beat（1995年2月22日）
10. 極東ツアー（1995年7月21日）
11. BRASIL samba do Extremo Oriente Tour（1996年10月2日）
12. TROPICALISM-0°LIVE（1997年6月21日）
13. Clips+（1999年4月1日）
14. いつものボクたちが、いる。1999（VHS:1999年10月10日、DVD:2004年5月5日）
15. No Control LIVE（2000年7月5日）
16. THE BOOM TOUR 2002-2003“この空のどこかに”VOL.1〜MAY to JUL 2002（2002年8月28日）
17. THE BOOM TOUR2002-2003“この空のどこかに”VOL.2〜SUMMER 2002（2002年11月7日）
18. THE BOOM TOUR2002-2003“この空のどこかに”VOL.3〜SOMEWHERE IN THE SKY（2003年2月17日）
19. THE BOOM SPECIALLIVE 渋谷La mama 2004年5月24日（2004年10月1日） - アルバム『百景』の初回特典として、応募者全員にプレゼントされたスペシャルDVD（募集は既に終了）
20. THE BOOM デビュー15周年記念ライブ“ありがとう”（2004年11月2日）
21. THE BOOM LIVE DVD BOX Vol.1 '90〜'93（2004年12月1日）
22. THE BOOM LIVE DVD BOX Vol.2 '94〜'97（2005年2月2日） - デビュー15周年を記念して作られたDVD-BOX。過去に発売されたVHS作品の『PICK ME UP』から『TROPICALISM-0°LIVE』（「きのう聞かせた僕の歌」「Beat」除く）の10作品を5本ずつDVD化、更に特典DISCを1枚ずつ加えた、各6枚入（Vol.1、Vol.2共に）。
23. 10,000 SAMBA 〜LIVE FROM BRASIL TO JAPAN〜（2008年12月3日）
24. THE BOOM 20th Anniversary Live Tour 2009　 "My Sweet Home"（2010年5月19日）
25. THE BOOM CONCERT TOUR 2013 "24" （2014年5月21日）
26. THE BOOM FINAL （2015年3月18日）

### 書籍
1. 君がいっぱい 1〜3
2. the Other Side of THE BOOM
3. BOOM BOOK 1〜6（1989年 - 1997年）

### 映画
- (ハル) （1996年） - 主題歌
- 津軽百年食堂 （2011年) - 主題歌
- 白百合クラブ東京へ行く （2003年） - 出演
- THE BOOM 島唄のものがたり（2013年） - 監督：真喜屋力。代表曲「島唄」の誕生とその後20年間の経緯を追う短編ドキュメンタリー。第5回沖縄国際映画祭の企画で制作された地域発信型映画で沖縄県出身の著名人や読谷村の住民らも出演している。

## タイアップ一覧
| 使用年 | 曲名                              | タイアップ                                                                      |
| ------ | --------------------------------- | ------------------------------------------------------------------------------- |
| 1989年 | 星のラブレター                    | 赤い羽根共同募金CMソング                                                        |
| 1991年 | 恐怖の昼休み                      | NHK『みんなのうた』4月・5月度放送曲                                             |
| 1992年 | 島唄 (ウチナーグチ・ヴァージョン) | 瑞穂酒造「クロッシー」CMソング                                                  |
| 1993年 | 真夏の奇蹟                        | テレビ朝日系『M10』オープニングテーマ                                           |
| 1994年 | berangkat-ブランカ-               | '94JALバリ島キャンペーンソング                                                  |
| 1994年 | berangkat-ブランカ-               | TBS系『COUNT DOWN TV』1994年7・8月度エンディングテーマ                          |
| 1994年 | 帰ろうかな                        | キリンビール「冬仕たて」CMソング                                                |
| 1994年 | 帰ろうかな                        | TBS系『COUNT DOWN TV』1994年11月度エンディングテーマ                            |
| 1995年 | 風になりたい                      | TBS系ドラマ特別企画『好きやねん父ちゃん３』テーマ曲                             |
| 1996年 | TOKYO LOVE                        | 映画『(ハル)』主題歌                                                            |
| 1996年 | 時がたてば                        | 日本テレビ系『NNNきょうの出来事』エンディングテーマ                             |
| 1996年 | Call my name                      | TBS系『日立 世界・ふしぎ発見!』エンディングテーマ                               |
| 1996年 | 中央線                            | 清水建設企業CMソング                                                            |
| 1999年 | 故郷になってください              | JR東日本「あたらしい旅」CMソング                                                |
| 1999年 | 天に昇るような気持ち（TV edit）   | NHK教育テレビ『今夜もあなたのパートナー』オープニングテーマ                     |
| 2000年 | いつもと違う場所で                | ABC50周年キャンペーン『ガラスの地球を救え!』イメージソング                      |
| 2001年 | 風になりたい                      | DCカードCMソング                                                                |
| 2002年 | 僕にできるすべて                  | JFN系全国37局フルネット特別企画『FMフェスティバル』DREAM SONG                   |
| 2003年 | 朱鷺-トキ-                        | ペリカン便「東京ディズニーランド」篇CMソング                                    |
| 2003年 | 風になりたい (Samba.Novo)         | J-PHONE「エンジョルノ」CMソング                                                 |
| 2004年 | 24時間の旅                        | J-WAVE春のキャンペーンソング                                                    |
| 2005年 | 東京タワー                        | BS-iドラマ『恋する日曜日（セカンドシリーズ）』第23回 朗読劇「東京タワー」主題歌 |
| 2008年 | 風になりたい (Samba.Novo)         | スズキ「ランディ」CMソング                                                      |
| 2009年 | 夢から醒めて                      | TBS系『日立 世界・ふしぎ発見!』エンディングテーマ                               |
| 2009年 | My Sweet Home                     | 『恐竜2009-砂漠の奇跡!!』テーマソング                                           |
| 2009年 | 数え切れない人の中で              | 西日本シティ銀行CMソング                                                        |
| 2011年 | 暁月夜〜あかつきづくよ〜          | 映画『津軽百年食堂』テーマソング                                                |
| 2011年 | 月光                              | アメリカンホーム保険「みんなのほすピタる3,000」CMソング                         |
| 2012年 | 風になりたい                      | ソラチカカードCMソング                                                          |
| 2013年 | 愛より                            | 読売テレビ・日本テレビ系『浜ちゃんが!』エンディングテーマ                       |

## 出演

### NHK紅白歌合戦出場歴
| 年度/放送回               | 回       | 曲目                                    | 出演順 | 対戦相手           | 備考                 |
| ------------------------- | -------- | --------------------------------------- | ------ | ------------------ | -------------------- |
| 1993年（平成5年）/第44回  | 初       | 島唄                                    | 19/26  | 中村美律子         |                      |
| 2002年（平成14年）/第53回 | 2        | 島唄(Shima Uta)                         | 17/27  | Every Little Thing |                      |
| 2008年（平成20年）/第59回 | 特別出演 | 島唄〜ブラジル移民100周年記念バージョン | -      | -                  | 特別企画枠からの出場 |

注意点
- 出演順は「出演順/出場者数」で表す。

### ラジオ
- 余談タイムズ（TBSラジオ）
- スーパーギャング（TBSラジオ）